# 米歇尔·麦克弗森
米歇尔·麦克弗森（英語：Michelle MacPherson，1966年5月11日—），加拿大女子游泳运动员。她曾代表加拿大参加1984年夏季奥林匹克运动会游泳比赛，获得女子4×100米混合泳接力铜牌。